# 柳澤健次
柳澤 健次（やなぎさわ けんじ、10月2日 - ）は日本の男性声優。群馬県出身。
スクールデュオ（11期生）卒業。賢プロダクション（2011年4月 - ）に所属していた。

## 出演

### テレビアニメ
2012年
- 宇宙兄弟（2012年 - 2013年、六太の後輩A、スタッフ、男性記者、六太の後輩A〈中川〉）
- 銀魂'（知恵空党B、スタッフ）
- はぐれ勇者の鬼畜美学（男子生徒）
- 貧乏神が!（鈴木学、科学教師、男B）

2013年
- アウトブレイク・カンパニー
- サムライフラメンコ（警官B）
- 断裁分離のクライムエッジ（ホテルマン）

2014年
- ジョジョの奇妙な冒険 スターダストクルセイダース（2014年 - 2015年、スリ、車掌）- 2シリーズ
- 幕末Rock
- パックワールド（2014年 - 2015年、サイクロプスA、コック）

2015年
- ガンダムビルドファイターズトライ（大木仁高校メンバー、オホーツク学園メンバー）
- クレヨンしんちゃん（2015年 - 2016年、若者A、ガサガサ怪人）
- ゴッドイーター（インド支部長）
- ルパン三世 PART IV（看守A）

2016年
- 亜人（観測手）

### 劇場アニメ
- アクセル・ワールド INFINITE∞BURST（2016年、ビリジアン・デクリオン）

### ゲーム
- 進撃の巨人 人類最後の翼（2013年）
- ライトニング リターンズ ファイナルファンタジーXIII（2013年）
- ガンダムブレイカー2（2014年、一般兵）

### ドラマCD
- ドラマCD 百器徒然袋 雨 1 ～鳴釜～ 薔薇十字探偵の憂鬱（江端義三[3]）

### 吹き替え

#### 映画
- オデッセイ（JPL技師男6）
- メガ・シャークVSグレート・タイタン

#### ドラマ
- ウォーキング・デッド（ミルトン）
- スキップ・ビート! 華麗的挑戦（スタッフ）
- LAW & ORDER:Trial by Jury（ブレム医師）

### 舞台
- 「赤と朱のラプソディー」 -　剣之介 役

### その他
- サッカー情熱紀行〜イタリア〜「雨の日も晴れの日も」（2014年6月15日、NHK BS1）※語り[4]